# La familia Mata
La familia Mata (em português - A família Mata) é uma série de televisão de comédia produzida pela Notro Films e exibida na Antena 3, canal da Espanha.

## Elenco
- Elena Ballesteros - Susana Mata
- Antonio Dechent - Arturo Mata
- Ivan Massagué - Marcos Mata
- Chiqui Fernández - Gloria
- Anabel Alonso - Mónica
- Dani Mateo - Jorge
- Lucía González - Raquel Mata
- Daniel Guzmán - Pablo
- Marisa Porcel - Elvira
- Pepe Ruiz - Fermín Mata
- Jordi Ballester - Javi
- Esther Arroyo - Montse
- Darío Paso - Josele
- Iván Luis - Rubén

### Recorrentes
- Juan Silveira - Roberto Mata
- Paco Sagarzazu - Alfre
- Vicky Martín Berrocal - Laura
- Omar Muñoz - Óscar
- Aitor Mazo - César
- Alexandra Jiménez - Eva Mata
- Luis Zahera - Rafa
- Borja Navas - Rafita
- Ramón Agirre - Darío

## Episódios
| Episódio                                                | Data de emissão | Espectadores | Ação  |
| ------------------------------------------------------- | --------------- | ------------ | ----- |
| Primeira temporada                                      |                 |              |       |
| 1. La Familia Mata                                      | 17/09/2007      | 3.194.000    | 18,0% |
| 2. La Familia Arruinada                                 | 24/09/2007      | 2.992.000    | 16,5% |
| 3. La Familia y Otro Ruinoso Negocio                    | 01/10/2007      | 3.229.000    | 17,7% |
| 4. La Familia Deshauciada                               | 08/10/2007      | 2.683.000    | 15,1% |
| 5. Pablo Bloqueado                                      | 15/10/2007      | 2.981.000    | 16,2% |
| 6. Gloria y Susana en Huelga                            | 22/10/2007      | 2.774.000    | 15,4% |
| 7. Gloria y Pablo en Guerra                             | 29/10/2007      | 2.747.000    | 15,2% |
| 8. Dispuesto a Cualquier Cosa                           | 12/11/2007      | 2.880.000    | 16,0% |
| 9. El Cumple de Jorge                                   | 19/11/2007      | 2.977.000    | 16,0% |
| 10. Pablo Busca Venganza                                | 26/11/2007      | 2.826.000    | 16,3% |
| 11. Elvira y Fermin                                     | 10/12/2007      | 3.799.000    | 21,3% |
| 12. Los Abuelos se Quedan por Navidad                   | 17/12/2007      | 3.325.000    | 18,5% |
| Segunda Temporada                                       |                 |              |       |
| 13. La Casa en Tres                                     | 07/04/2008      | 2.859.000    | 17,6% |
| 14. Javi Llega a la Familia                             | 14/04/2008      | 3.216.000    | 19,0% |
| 15. Arresto domiciliario                                | 21/04/2008      | 2.684.000    | 15,6% |
| 16. Pagar al abogado                                    | 28/04/2008      | 2.439.000    | 13,8% |
| 17. Tener un hijo                                       | 05/05/2008      | 2.854.000    | 16,4% |
| 18. El Catering                                         | 12/05/2008      | 2.870.000    | 16,6% |
| 19. Atracción Fatal                                     | 19/05/2008      | 2.751.000    | 16,4% |
| 20. Padre Arturo                                        | 26/05/2008      | 2.777.000    | 16,2% |
| 21. Robos y Supuestas Agresiones                        | 02/06/2008      | 2.726.000    | 16,4% |
| 22. La Cacería                                          | 09/06/2008      | 2.601.000    | 14,5% |
| 23. Fiesta de Disfraces                                 | 16/06/2008      | 2.767.000    | 15,6% |
| 24. Estafar al Seguro                                   | 23/06/2008      | 2.209.000    | 16,1% |
| 25. Cada uno por su lado                                | 30/06/2008      | 2.234.000    | 14,8% |
| 26. Armasa se convierte en Armasaguedón                 | 07/07/2008      | 2.305.000    | 16,2% |
| Terceira temporada                                      |                 |              |       |
| 27. Armasallá                                           | 12/01/2009      | 2.310.000    | 12,3% |
| 28. Gloria intenta sabotear la boda de su hermana       | 19/01/2009      | 2.466.000    | 13,0% |
| 29. Mónica y Susana se hacen con el traspaso de una ETT | 26/01/2009      | 1.938.000    | 10,2% |
| 30. Ampliando Armasallá                                 | 02/02/2009      | 2.064.000    | 11,1% |
| 31. La nueva empleada de la ETT                         | 16/02/2009      | 1.789.000    | 10,0% |
| 32. El paquete sorpresa                                 | 23/02/2009      | 1.707.000    | 9,7%  |
| 33. El funeral de la tía de Jorge                       | 02/03/2009      | 1.831.000    | 9,2%  |
| 34. Elisa, la nueva inquilina                           | 09/03/2009      | 1.475.000    | 10,1% |
| 35. El amigo de Marcos es espía                         | 09/03/2009      | 1.475.000    | 10,1% |
| 36. La despedida                                        | 16/03/2009      | 979.000      | 10,0% |
| Total                                                   |                 |              |       |
| 36 episodios mas uno especial                           | 2007 - 2009     | 2.972.000    | 14,8% |
| Episódios Especiais                                     |                 |              |       |
| ¡Qué bello es ser un Mata!                              | 29/12/2008      | 1.858.000    | 9,8%  |